# Temple Run 2
Temple Run 2 est un jeu vidéo de plates-formes. Suite du jeu original, il est sorti le 17 janvier 2013 sur l'App Store pour iOS. Il sortit ensuite sur Android le 24 janvier 2013 et sur Windows Phone le 21 décembre 2013.

## Système de jeu
Temple Run 2 propose la même intrigue et le même mode de commande que son prédécesseur, en introduisant cependant de nouveaux obstacles comme des tyroliennes, des virages plus serrés et des flammes. Le jeu se déroule dans un nouveau lieu inspiré de la jungle. Un nouvel environnement très différent apparaît, les tunnels de mine parcourus dans un wagonnet. Le personnage principal se déplace à un rythme plus rapide. Le jeu propose également de nouveaux bonus. Les trois singes qui poursuivaient le personnage dans le jeu original ont été remplacés par un unique singe plus grand. Les mises à jour ont apporté de nouveaux environnements qui sont la rivière et les planches étroites, d’autres obstacles (roues hérissées de pointes), des objets à récupérer et de nouveaux objectifs journaliers et hebdomadaires rapportant des récompenses.

## Développement et sortie
Selon Imangi Studios, Temple Run 2 était en développement depuis mars 2012 et a été élaboré par la petite équipe créative d'Imangi. Imangi a déclaré que le principal objectif de Temple Run 2 était de rendre le jeu similaire et « familier » au jeu original, mais d'introduire des éléments nouveaux dans le jeu et créer une expérience réaménagée Temple Run 2 a été annoncé par une déclaration surprise d'Imangi le 16 janvier 2013 disant qu'il allait sortir sur l'App Store en Nouvelle-Zélande immédiatement et que sa sortie internationale allait arriver quelques heures plus tard. La version Android est sortie le 24 janvier 2013.
Sur l'App Store, le jeu rencontre un très important succès dès les premiers jours de sa sortie, avec plus de 20 millions de téléchargements les quatre premiers jours. Au total, les jeux de la série ont eux été téléchargés plus de 220 millions de fois.